# 63e groupe de reconnaissance de division d'infanterie
Le 63e groupe de reconnaissance de division d'infanterie (63e GRDI) est une unité de l'armée française créée en 1939 ayant participé à la bataille de France. 

## Historique
Le 63e groupe de reconnaissance de division d'infanterie est créé en 1939 par les centres mobilisateurs de cavalerie no 3 de Caen et no 26 d'Épernay. Il est rattaché à la 56e division d'infanterie. Pendant la drôle de guerre, il crée un corps franc, occupe des avant-postes de la ligne Maginot et combat entre les lignes, notamment à Apach.  
Le 10 mai 1940 au moment de l'offensive allemande, il est placé sous les ordres de la 3e division légère de cavalerie. Avec le 6e régiment de dragons, il franchit la frontière luxembourgeoise et se dirige vers Frisange occupé par les Allemands. Le village est pris dans la journée, le 63e GRDI faisant des prisonniers aux Allemands. Mais le lendemain, les Français évacuent le village. Le 12, le GR est remis sous les ordres de sa division. Il occupe des positions autour du bois du Grostroff (nord de Dodenom), lançant des patrouilles qui prennent contact avec les Allemands. À partir du 14 mai, le 63e GRDI est en réserve de division à Beuvange-sous-saint-Michel. 
À partir du 23 mai et jusqu'au 12 juin, il est mis à la disposition du secteur fortifié de Thionville avec pour mission de défendre les intervalles entre les fortifications et de surveiller en avant de la ligne de défense principale. Des patrouilles sont lancées prenant le contact avec l'ennemi. 
Le 13 juin, il repasse sous les ordres de la 56e division d'infanterie et part en Haute-Marne pour occuper Montier-en-Der. À 23 h 20 se déclenche l'assaut allemand qui reçoit l'appui de chars et de l'artillerie qui est d'une rare violence. L'attaque est repoussée mais l'unité se replie le lendemain matin. Le 15, il défend Arsonval et Jaucourt puis se replie en direction de Dijon. Encerclé comme de nombreuses autres unités, il tente de s'échapper. Uniquement de très rares hommes réussiront à percer l'encerclement.

## Ordre de bataille
En 1940 :
- Commandant : Chef d’Escadron Oudard
- Adjoint : Capitaine Gouere
- Escadron hors rang : Capitaine Roman-Amat puis  Capitaine Couet
- Escadron Hippomobile : Capitaine Edon
- Escadron Motorisé : Capitaine de Corcellles
- Escadron mitrailleuses et canons de 25 : Capitaine Mariotte